# Orden Mundial
Orden Mundial és un grup de hardcore punk nascut el 2010 a Palma. Han publicat tres discs: dos en format LP i un en format EP. El primer LP, "Orden Mundial" (2012) va ser editat pel segell Discos Basura. El segon LP "Obediencia Debida" (2014) i l'EP "El Nuevo Sonido Balear" (2015) van ser editats pel segell anglès La Vida Es Un Mus.
Situant-se en una corrent de pensament de tendència explícitament anarquista, les seves lletres són en castellà i es caracteritzen per una marcada descreença vers les metanarratives salvífiques més pròpies d'alguns sectors de l'esquerra. N'en son exemples cançons com "Quince Eme", en la que critiquen el moviment 15-M, o "Acción Humanitaria". Durant el desembre del 2014 i el gener del 2015, Orden Mundial van realitzar una gira d'un total de 19 concerts pels Estats Units.